# Mella (Cuba)
Mella è un comune di Cuba, situato nella provincia di Santiago di Cuba.